# مارتن بلانك
مارتن بلانك (بالإنجليزية: Martin Blank)‏ هو نحات أمريكي، ولد في 29 أغسطس 1962 في آمرسفورت في هولندا، وتوفي بنفس المكان في 17 أبريل 1975.